# 重庆市人民政府国有资产监督管理委员会
重庆市人民政府国有资产监督管理委员会，简称重庆市国资委，是重庆市人民政府的直属特设机构。

## 监管企业
| - 重庆机场集团有限公司 - 重庆铃汽车（集团）有限公司 - 重庆钢铁（集团）有限责任公司 - 重庆化医控股（集团）公司 - 重庆轻纺控股（集团）公司 - 重庆机电控股（集团）公司 - 重庆市能源投资集团有限公司 - 重庆建工投资控股有限责任公司 - 中国四联仪器仪表集团有限公司 - 重庆市水务资产经营有限公司 - 重庆城投集团 - 重庆高速公路集团有限公司 - 重庆市地产集团 - 重庆交通开投集团 - 重庆渝富控股集团有限公司介 | - 重庆银行 - 重庆农村商业银行股份有限公司 - 西南证券股份有限公司 - 重庆三峡银行 - 重庆国际物流集团有限公司 - 重庆广阳岛绿色发展有限责任公司 - 重庆粮食集团 - 重庆市储备粮管理有限公司 - 重庆渝康公司 - 重庆旅游投资集团 - 数字重庆公司 - 重庆市水利投资（集团）有限公司 - 重庆交通运输控股（集团）有限公司 - 重庆市农业投资集团有限公司 - 重庆国际投资咨询集团有限公司 | - 重庆对外经贸（集团）有限公司 - 民生实业（集团）有限公司 - 重庆联合产权交易所集团简 - 重庆三峡融资担保集团股份有限公司 - 重庆进出口融资担保有限公司 - 重庆兴农担保集团 - 重庆股份转让中心有限责任公司 |  |